# WNBA Defensive Player of the Year Award
Le titre de Meilleure défenseure de la saison WNBA (dénomination officielle : Women’s National Basketball Association’s Defensive Player of the Year Award) est une récompense décernée par la ligue féminine de basket-ball de la Women's National Basketball Association (WNBA).
Il est remis annuellement depuis les débuts de la ligue en 1997 à la meilleure joueuse défensive de la saison régulière. La vainqueure est choisie par un panel de journalistes sportifs américains qui désigne chacun trois joueuses, dont la première reçoit cinq points, la seconde trois points et la troisième un point. La joueuse avec le plus fort total de points est désignée lauréate, sans égard pour le nombre de premières places.
Brittney Griner est titrée deux saisons consécutives en 2014 puis 2015.
Avec cinq titres, Tamika Catchings est la joueuse la plus récompensée par ce trophée, alors que Sheryl Swoopes et Sylvia Fowles sont titrées à trois reprises.
En 2018, Alana Beard est la cinquième joueuse à titrée au moins deux fois consécutivement.

## Palmarès

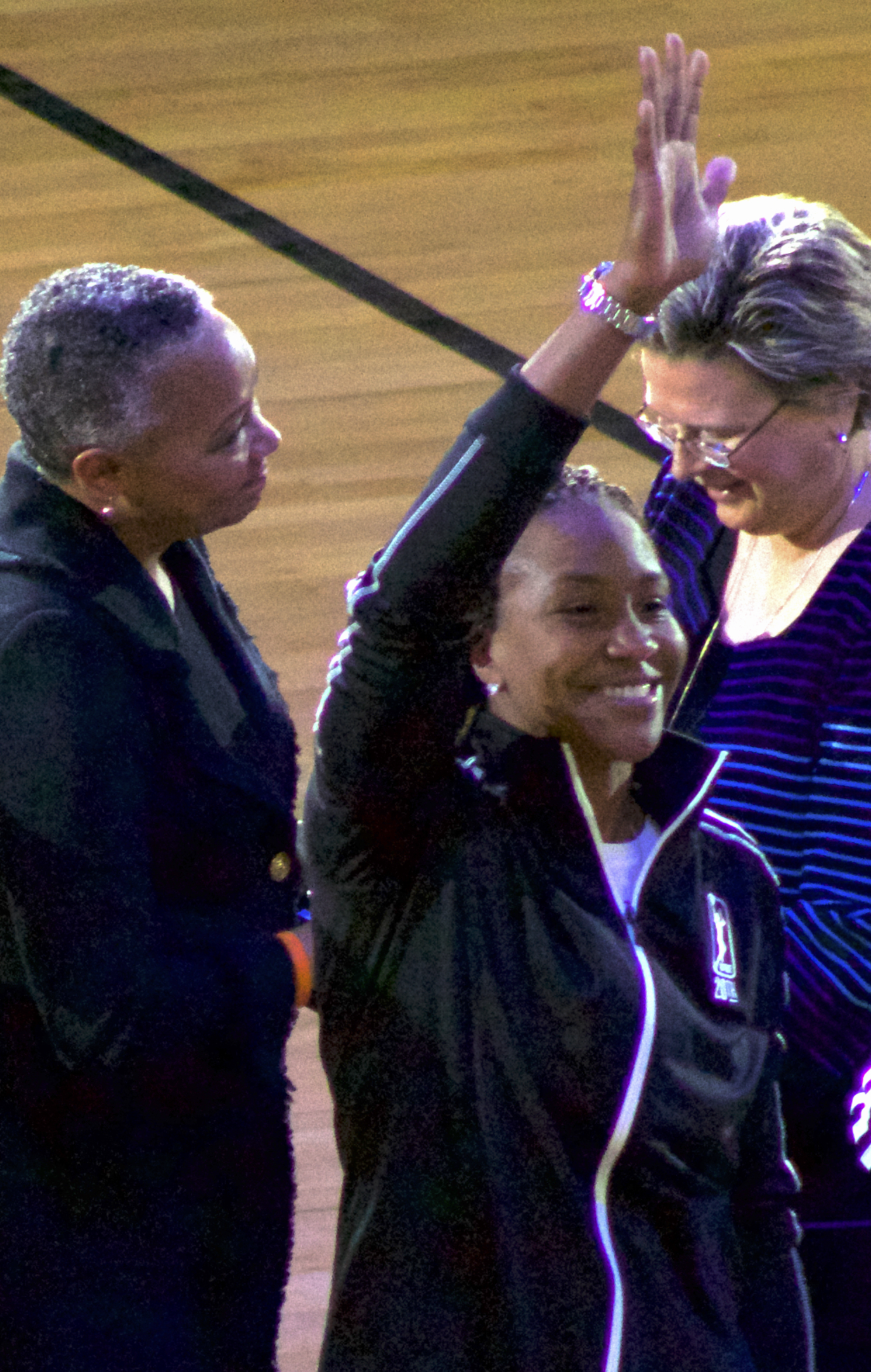
Tamika Catchings détient le record de cinq titres de meilleure défenseuse remportés.

|             | Introduit aux Basketball Hall of Fame                                               |
|             | Introduit aux Women's Basketball Hall of Fame                                       |
|             | Introduit aux Basketball Hall of Fame et aux Women's Basketball Hall of Fame        |
|             | Joueuse étant toujours en activité à la WNBA                                        |
|             | Joueuse ayant gagné le championnat cette année.                                     |
| ∞           | Joueuse élu DPOY à l'unanimité                                                      |
| Joueuse (X) | Indique le nombre de fois où la joueuse avait été nommé MVP à ce moment-là          |
| Équipe (X)  | Indique le nombre de fois qu'une joueuse de cette équipe avait gagné à ce moment-là |

| Saison | Joueur                  | Position      | Équipe                    |
| ------ | ----------------------- | ------------- | ------------------------- |
| 1997   | Teresa Weatherspoon     | Meneuse       | Liberty de New York       |
| 1998   | Teresa Weatherspoon (2) | Meneuse       | Liberty de New York (2)   |
| 1999   | Yolanda Griffith        | Pivot         | Monarchs de Sacramento    |
| 2000   | Sheryl Swoopes          | Ailière       | Comets de Houston         |
| 2001   | Debbie Black            | Meneuse       | Sol de Miami              |
| 2002   | Sheryl Swoopes (2)      | Ailière       | Comets de Houston (2)     |
| 2003   | Sheryl Swoopes (3)      | Ailière       | Comets de Houston (3)     |
| 2004   | Lisa Leslie             | Pivot         | Sparks de Los Angeles     |
| 2005   | Tamika Catchings        | Ailière       | Fever de l'Indiana        |
| 2006   | Tamika Catchings (2)    | Ailière       | Fever de l'Indiana (2)    |
| 2007   | Lauren Jackson          | Ailière       | Storm de Seattle          |
| 2008   | Lisa Leslie (2)         | Pivot         | Sparks de Los Angeles (2) |
| 2009   | Tamika Catchings (3)    | Ailière       | Fever de l'Indiana (3)    |
| 2010   | Tamika Catchings (4)    | Ailière       | Fever de l'Indiana (4)    |
| 2011   | Sylvia Fowles           | Pivot         | Sky de Chicago            |
| 2012   | Tamika Catchings (5)    | Ailière       | Fever de l'Indiana (5)    |
| 2013   | Sylvia Fowles (2)       | Pivot         | Sky de Chicago (2)        |
| 2014   | Brittney Griner         | Pivot         | Mercury de Phoenix        |
| 2015   | Brittney Griner (2)     | Pivot         | Mercury de Phoenix (2)    |
| 2016   | Sylvia Fowles (3)       | Pivot         | Lynx du Minnesota         |
| 2017   | Alana Beard             | Arrière       | Sparks de Los Angeles (3) |
| 2018   | Alana Beard (2)         | Arrière       | Sparks de Los Angeles (4) |
| 2019   | Natasha Howard          | Ailière       | Storm de Seattle (2)      |
| 2020   | Candace Parker          | Ailière       | Sparks de Los Angeles (5) |
| 2021   | Sylvia Fowles (4)       | Pivot         | Lynx du Minnesota (2)     |
| 2022   | A'ja Wilson             | Ailière       | Aces de Las Vegas         |
| 2023   | A'ja Wilson (2)         | Ailière       | Aces de Las Vegas (2)     |
| 2024   | Napheesa Collier        | Ailière forte | Lynx du Minnesota (3)     |